# The Nice
The Nice fue una banda inglesa de rock progresivo, que comenzó a partir de los años 1960 como grupo de acompañamiento de P. P. Arnold (P. P. Arnold Band). Características de esta agrupación son sus mezclas de rock, jazz y música clásica. Su álbum de debut, The Thoughts of Emerlist Davjack, fue lanzado en 1968, y al momento logró un gran éxito. A menudo se le considera como uno de los discos antecesores del rock progresivo.[cita requerida] The Nice son también un precursor del reconocido Emerson, Lake & Palmer.
El grupo estaba constituido en sus principios por Keith Emerson, Lee Jackson, Brian Davison y Davy O'List.

## Integrantes
- Keith Emerson: Órgano, piano, vocales; (2 de noviembre de 1944, Todmorden, Yorkshire del Oeste - 10 de marzo de 2016, Santa Mónica, California)
- Keith "Lee" Jackson: Bajo, guitarra, vocales; (8 de enero de 1943, en Newcastle upon Tyne)
- David "Davy" O'List: Guitarra, vocales (1967-68); (13 de diciembre de 1948, en Chiswick, Londres)
- Brian "Blinky" Davison: batería, percusión; (25 de mayo de 1942, en Leicester, Leicestershire - 15 de abril de 2008)